# 金省然
金 省然（キム・ソンヨン　Kim Seong-Yeon、1991年4月16日 - ）は、韓国の順天市出身の柔道選手。階級は70kg級。身長175cm。

## 人物
2009年のアジアジュニア70kg級で優勝すると、2010年の世界ジュニアでは3位となった。2013年の世界選手権では準決勝でドイツのラウラ・ヴァルガス＝コッホに有効で敗れるが、3位決定戦ではロンドンオリンピックで優勝したフランスのリュシ・ドコスを背負投の有効で破り3位となった。2014年9月に地元韓国の仁川で開催されたアジア大会個人戦では決勝で新井千鶴を技ありで破って優勝するが、団体戦の決勝では新井に敗れてチームも2位にとどまった。2015年には光州で開催されたユニバーシアード個人戦で優勝するが、団体戦では2位だった。2016年のリオデジャネイロオリンピックでは初戦で敗れた。2017年のアジア選手権では昨年に続いて決勝で大野陽子に敗れて2位だった。2018年のアジア大会では決勝で新添左季に技ありで敗れて今大会2連覇はならなかった。2021年7月に日本武道館で開催された東京オリンピックでは2回戦で敗れた。

## 主な戦績
- 2009年 - アジアジュニア　優勝
- 2010年 - 世界ジュニア　3位
- 2011年 - グランドスラム・東京　5位
- 2011年 - グランプリ・青島　2位
- 2012年 - ワールドカップ・ウランバートル　優勝
- 2012年 - グランドスラム・東京　5位
- 2012年 - ワールドカップ・チェジュ　2位
- 2013年 - ヨーロッパオープン・オーバーヴァルト　2位
- 2013年 - グランプリ・デュッセルドルフ　3位
- 2013年 - ワールドマスターズ　5位
- 2013年 - グランプリ・ウランバートル　優勝
- 2013年 - 世界選手権　3位
- 2013年 - グランドスラム・東京 3位
- 2014年 - グランドスラム・チュメニ　3位
- 2014年 - アジアオープン・台北　優勝
- 2014年 - アジア大会　　個人戦　優勝　団体戦　2位
- 2015年 - ユニバーシアード　個人戦　優勝　団体戦　2位
- 2015年 - グランプリ・タシュケント　優勝
- 2015年 - グランプリ・青島　3位
- 2015年 - グランプリ・チェジュ　2位
- 2016年 - グランドスラム・パリ　優勝
- 2016年 - アジア選手権　2位
- 2016年 - ワールドマスターズ　3位
- 2017年 - アジア選手権　個人戦　2位　団体戦　3位
- 2017年 -　グランプリ・フフホト　2位
- 2017年 - ユニバーシアード　3位
- 2018年 - アジア大会　2位
- 2019年 - グランプリ・モントリオール　3位
- 2020年 -　グランプリ・テルアビブ　2位
- 2021年 -　アジア・オセアニア選手権　個人戦　2位　団体戦　優勝

(出典、JudoInside.com)　